# Dimitrios Mastrovasilis

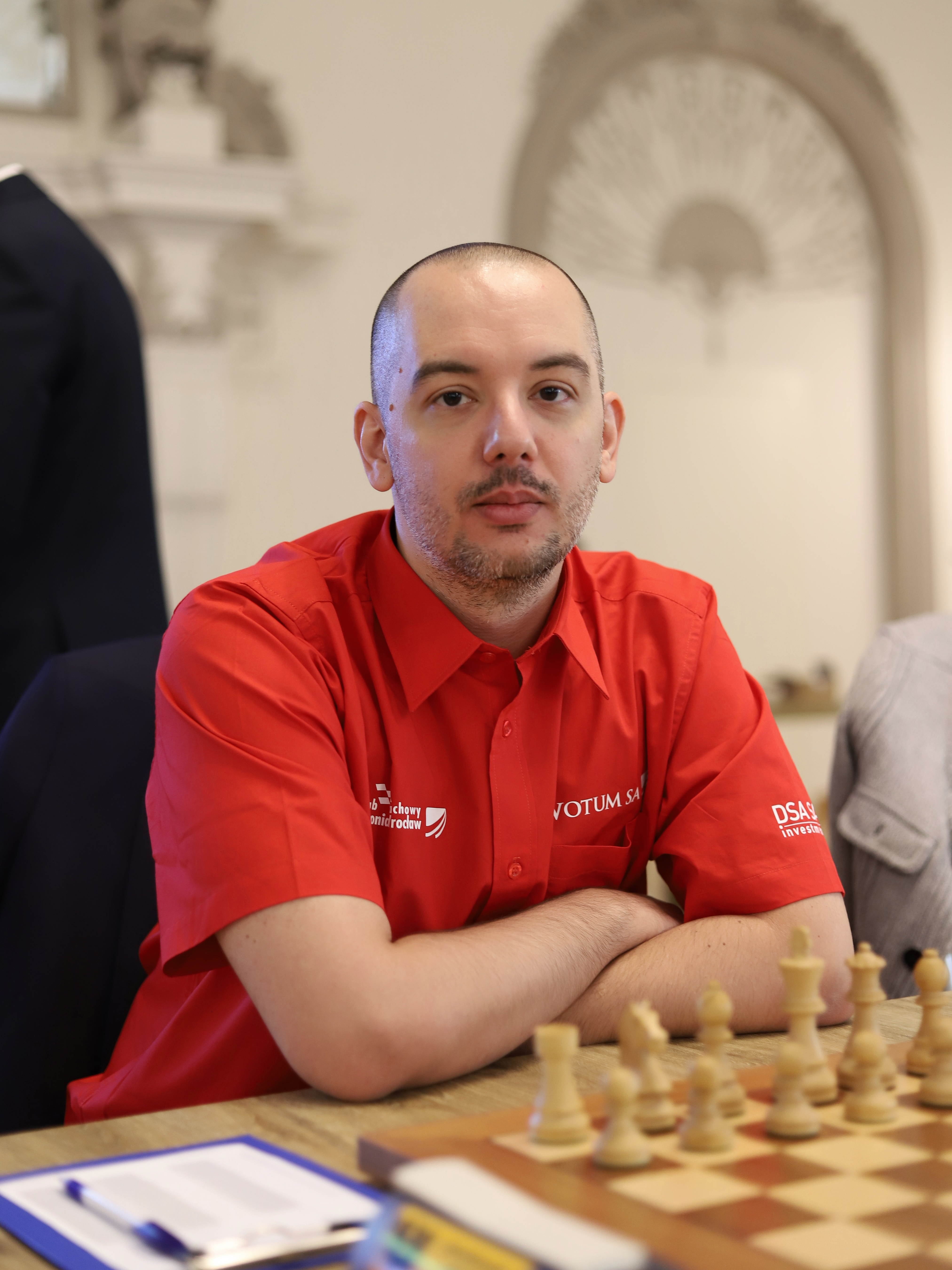
Dimitrios Mastrovasilis (2021)

Dimitrios Mastrovasilis (Grieks: Δημήτριος Μαστροβασίλης) (Thessaloniki, 12 juni 1983) is een Griekse schaker, met FIDE-rating 2583 in 2017. Hij is, sinds 2003, een grootmeester (GM). 
In 2000 werd hij tweede in het Europese Schaakkampioenschap voor jeugd in de categorie tot 18 jaar.   In 2003 won hij het eerste  Mediterranean Junior Championship in Ajelat, Libië.  In 2004 werd hij in Topola gedeeld winnaar met Kiril Georgiev. Mastrovasilis nam deel aan het FIDE Wereldkampioenschap schaken in 2004, waar hij in de eerste ronde werd uitgeschakeld door  Konstantin Sakajev. In 2007 werd hij gedeeld  2e-7e met Kiril Georgiev, Vadym Malachatko, Mircea Parligras, Hristos Banikas en Dmitry Svetushkin in het Acropolis internationaal schaaktoernooi. In 2012 won hij in Leros de Artemis Cup.
Mastrovasilis speelde voor Griekenland in de Schaakolympiades van 2000, 2004, 2006, 2008, 2010, 2012 en  2014.
Grootmeester Athanasios Mastrovasilis is een broer van Dimitrios Mastrovasilis.

## Externe koppelingen
- (en)   Informatie over schaakpartijen van Dimitrios Mastrovasilis op ChessGames.com
- (en)   Informatie over schaakpartijen van Dimitrios Mastrovasilis op 365chess.com
- (en)  FIDE-ratinggegevens voor Dimitrios Mastrovasilis